# 7 Hosil
Pour plus de détails, voir Fiche technique et Distribution.
7 Hosil (7호실) est un film sud-coréen réalisé par Lee Yong-seung, sorti en 2017.

## Synopsis
Le gérant d'une boutique de DVD et son employeur découvre un cadavre dans l'une des pièces du magasin. Pour que cet événement reste secret, Doo-shik, le propriétaire, décide de vendre l'endroit le plus rapidement possible.

## Fiche technique
- Titre : 7 Hosil
- Titre original : 7호실
- Titre anglais : Room 7
- Réalisation : Lee Yong-seung
- Scénario : Lee Yong-seung
- Montage : Steve M. Choe et Park Kyoung-sook
- Société de production : Myung Films
- Pays :  Corée du Sud
- Genre : Comédie et thriller
- Durée : 100 minutes
- Dates de sortie : 
  -  Corée du Sud : 15 novembre 2017

## Distribution
- Shin Ha-kyun : Doo-sik
- Do Kyung-soo : Tae-jung
- Kim Dong-yeong : Han-wook
- Hwang Jung-min : la grande sœur de Doo-sik
- Jeong Seung-gil : le beau-frère de Doo-Sik
- Jun Suk-ho : le détective Woo

## Box-office
Le film a rapporté 2,5 millions de dollars au box-office.